# Відлиці (Поморське воєводство)
Відлиці (пол. Widlice, нім. Fiedlitz) — село в Польщі, у гміні Ґнев Тчевського повіту Поморського воєводства.
Населення — 171 особа (2011).
У 1975-1998 роках село належало до Гданського воєводства.

## Демографія
Демографічна структура станом на 31 березня 2011 року:
|          | Загалом | Допрацездатний вік | Працездатний вік | Постпрацездатний вік |
| -------- | ------- | ------------------ | ---------------- | -------------------- |
| Чоловіки | 92      | 14                 | 70               | 8                    |
| Жінки    | 79      | 18                 | 43               | 18                   |
| Разом    | 171     | 32                 | 113              | 26                   |